# Bridget Jones – Am Rande des Wahnsinns
Bridget Jones – Am Rande des Wahnsinns (Originaltitel: Bridget Jones – The Edge of Reason) ist eine britisch-US-amerikanische romantische Filmkomödie aus dem Jahr 2004 und die unter der Regie von Beeban Kidron entstandene Fortsetzung von Bridget Jones – Schokolade zum Frühstück (2001). Der Film basiert auf dem gleichnamigen Buch der britischen Erfolgsautorin Helen Fielding. Während sich der erste Film noch halbwegs an die Vorlage hält, ist die Romanhandlung im zweiten Teil kaum noch erkennbar.
Die Hauptrollen sind identisch besetzt. Die Titelrolle spielt wie im ersten Teil Renée Zellweger. Ihr Freund Mark Darcy wird von Colin Firth dargestellt und Daniel Cleaver von Hugh Grant.
Am 20. Oktober 2016 kam Bridget Jones’ Baby, der dritte Teil der Reihe, in die deutschen Kinos.

## Handlung
Endlich hat sie den Mann fürs Leben gefunden, glaubt die Mittdreißigerin Bridget Jones. Es ist der Anwalt Mark Darcy, mit dem sie am Ende von Teil 1 nach vielen Peinlichkeiten und Missgeschicken zusammengekommen war. Bridget sieht die Chancen auf eine dauerhafte Beziehung mit ihm jedoch schwinden, als sie von Marks Kollegin Rebecca Konkurrenz bekommt. Diese schlägt sie beim Quiz des Anwaltvereins und kann auch besser Skifahren, wie Bridget feststellen muss, als Rebecca bei ihrem Skiurlaub mit Mark auftaucht.
Jones’ beste Freunde Shazzer, Jude und Tom geben ihr Ratschläge, was dazu führt, dass sie die Beziehung zu Darcy beendet – wegen Rebecca und der Tatsache, dass er Bridget noch immer keinen Heiratsantrag gemacht hat.
Wegen ihrer Arbeit muss Bridget für eine Fernseh-Reportage mit Daniel Cleaver nach Thailand, wo es diesem beinah erneut gelingt, sie zu verführen. Als sie gerade miteinander schlafen wollen, kommt auf Cleavers Bestellung eine  Stripperin in das Zimmer, worauf Bridget ihn endgültig verlässt. Am Flughafen findet die Polizei noch Kokain in einem Geschenk von Shazzers Urlaubsbekanntschaft in Bridgets Koffer. Sie wird verhaftet und in ein Frauengefängnis gebracht, wo sie ihren Mitgefangenen Songs von Madonna beibringt, während Mark Darcy die britische Regierung alarmiert, um Bridget aus dem Gefängnis zu holen.
Zurück in England findet sie heraus, dass Rebecca lesbisch ist und sich in sie verliebt hat. Nachdem Darcy von Cleaver während einer Prügelei erfährt, dass dieser nicht mit ihr geschlafen hat, macht er ihr den lang ersehnten Heiratsantrag.

## Soundtrack
| Nr. | Interpret                     | Titel                                     |
| --- | ----------------------------- | ----------------------------------------- |
| 1.  | Will Young                    | Your Love Is King                         |
| 2.  | Jamelia                       | Stop                                      |
| 3.  | Kylie Minogue                 | Can’t Get You Out of My Head              |
| 4.  | Joss Stone                    | Super Duper Love (Are You Digging On Me?) |
| 5.  | Mary J. Blige                 | Sorry Seems to Be the Hardest Word        |
| 6.  | Robbie Williams               | Misunderstood                             |
| 7.  | Jamie Cullum                  | Everlasting Love                          |
| 8.  | Barry White                   | You’re the First, the Last, My Everything |
| 9.  | Beyoncé (feat. Jay-Z)         | Crazy in Love                             |
| 10. | Rufus Wainwright (feat. Dido) | I Eat Dinner (When The Hunger's Gone)     |
| 11. | 10cc                          | I’m Not in Love                           |
| 12. | Carly Simon                   | Nobody Does It Better                     |
| 13. | Primal Scream                 | Loaded                                    |
| 14. | Minnie Riperton               | Loving You                                |
| 15. | Amy Winehouse                 | Will You Still Love Me Tomorrow?          |
| 16. | Leona Naess                   | Calling                                   |
| 17. | Sting (feat. Annie Lennox)    | We'll Be Together                         |
| 18. | Harry Gregson-Williams        | Bridget's Theme                           |

## Kritiken
„Die romantische Komödie weist nicht die Stringenz und die Frische des Originals auf, begeistert aber dank überzeugender Hauptdarsteller und der exzentrischen Figuren, allen voran Bridget Jones, die als weiblicher Don Quijote der modernen Großstadt hartnäckig ihrem Idealbild der perfekten Frau und einer perfekten Beziehung nacheifert.“

„Die Zuschauer erhalten, was sie sehen wollen. Exotischere Schauplätze, mehr Tempo, mehr Bridget, mehr Mark Darcy…, aber eben weniger Originalität. Das lässt sich sicherlich bemängeln, aber wer knapp zwei Stunden gut unterhalten werden will und sich davon nicht abschrecken lässt, wird mit ,Bridget Jones – Am Rande des Wahnsinns‘ eine gute Wahl treffen.“

„Zur Satire verzerrte Fortsetzung mit mäßigem Spaßfaktor, aber guten Schauspielern.“

„Bridget Jones – Schokolade zum Frühstück begeisterte weltweit das Publikum, die Fortsetzung steht an verständlichen Pointen und populärem Humor der Erstausgabe nicht nach, im Gegenteil. Hier knallt’s bei der Situationskomik. Eine deftig-heftige romantische Komödie eben.“

## Auszeichnungen (Auswahl)
Der Film war für verschiedene Preise nominiert, konnte jedoch keinen gewinnen. So war Hauptdarstellerin Renée Zellweger in der Kategorie „Beste Darstellerin – Musical oder Comedy“ für einen Golden Globe Award nominiert.
Die Deutsche Film- und Medienbewertung FBW in Wiesbaden verlieh dem Film das Prädikat „wertvoll“.